# Liste der Monuments historiques in Chorey-les-Beaune
Die Liste der Monuments historiques in Chorey-les-Beaune führt die Monuments historiques in der französischen Gemeinde Chorey-les-Beaune auf.

## Liste der Immobilien
| Bezeichnung                  | Beschreibung                                                                | Standort                     | Kennzeichnung | Schutzstatus | Datum | Bild           |
| ---------------------------- | --------------------------------------------------------------------------- | ---------------------------- | ------------- | ------------ | ----- | -------------- |
| Château de Chorey-les-Beaune | Wasserburg, ab dem 13. Jahrhundert, im 18. Jahrhundert zum Schloss umgebaut | 2 Rue Jacques Germain (Lage) | PA00112213    | Inscrit      | 1976  | weitere Bilder |

## Liste der Objekte
| Bezeichnung                            | Beschreibung                                                                              | Standort                    | Kennzeichnung | Schutzstatus | Datum | Bild |
| -------------------------------------- | ----------------------------------------------------------------------------------------- | --------------------------- | ------------- | ------------ | ----- | ---- |
| Zelebrantenstuhl                       | Holz, 16. Jahrhundert                                                                     | in der Kirche St-Luc (Lage) | PM21000619    | Classé       | 1913  |      |
| Glocke                                 | Bronze, 1514 gegossen                                                                     | in der Kirche St-Luc (Lage) | PM21000620    | Classé       | 1913  |      |
| Relief Bindung Isaaks                  | Kalkstein, farbig gefasst, 17. Jahrhundert                                                | in der Kirche St-Luc (Lage) | PM21000621    | Classé       | 1984  |      |
| Relief Abels Brandopfer                | Kalkstein, farbig gefasst, 17. Jahrhundert                                                | in der Kirche St-Luc (Lage) | PM21000622    | Classé       | 1984  |      |
| Gemälde Stiftung des Rosenkranzes      | Ölfarbe auf Leinwand, 1866 von A. Sandier                                                 | in der Kirche St-Luc (Lage) | PM21000623    | Classé       | 1984  |      |
| Büste Madonna                          | Kalkstein, farbig gefasst, 17. Jahrhundert                                                | in der Kirche St-Luc (Lage) | PM21000624    | Classé       | 1984  |      |
| Büste Ecce homo                        | Kalkstein, farbig gefasst, 17. Jahrhundert                                                | in der Kirche St-Luc (Lage) | PM21000625    | Classé       | 1984  |      |
| Gemälde Tobit und der Erzengel Raphael | Ölfarbe auf Leinwand, 18. Jahrhundert                                                     | in der Kirche St-Luc (Lage) | PM21003727    | Inscrit      | 1981  |      |
| Gemälde Lukas der Evangelist           | Ölfarbe auf Leinwand, 18. Jahrhundert                                                     | in der Kirche St-Luc (Lage) | PM21003728    | Inscrit      | 1981  |      |
| Skulptur Madonna mit Kind              | Keramik, farbig gefasst, 18. Jahrhundert                                                  | in der Kirche St-Luc (Lage) | PM21003729    | Inscrit      | 1981  |      |
| Kreuzweg                               | 14 Druckgrafiken; Farbe auf Papier, 19. Jahrhundert                                       | in der Kirche St-Luc (Lage) | PM21003730    | Inscrit      | 1981  |      |
| Hauptaltar                             | Altartisch und Retabel; Marmor, Holz, farbig gefasst und vergoldet, datiert 1775 und 1787 | in der Kirche St-Luc (Lage) | PM21003814    | Inscrit      | 1985  |      |
| Zwei Seitenaltäre                      | Stein, datiert 1775                                                                       | in der Kirche St-Luc (Lage) | PM21003815    | Inscrit      | 1985  |      |
| Skulptur Heiliger Laurentius           | Stein, farbig gefasst, Ende des 18. Jahrhunderts                                          | in der Kirche St-Luc (Lage) | PM21003816    | Inscrit      | 1985  |      |
| Sechs Kandelaber                       | Marmor, datiert 1787                                                                      | in der Kirche St-Luc (Lage) | PM21003817    | Inscrit      | 1985  |      |